# Like Toy Soldiers
Like Toy Soldiers – piosenka, wydana na singlu, która została także opublikowana na albumie Encore, autorstwa amerykańskiego rapera Eminema.

## Utwór
Utwór porusza temat tzw. beefu pomiędzy Eminemem a Benzino. Wyjaśnia również beef 50 Centa oraz Ja Rule'a. Kończąc piosenkę, Eminem proponuje rozejm wszystkim swoim wrogom. Jako refren użyto fragment utworu „Toy Soldiers” Martiki.
„Like Toy Soldiers” zostało również umieszczone na albumie Curtain Call: The Hits w 2005 roku oraz na singlu wraz z poniższymi utworami.

## Lista utworów
1. „Like Toy Soldiers”
2. „Rabbit Run”
3. „Like Toy Soldiers” (wersja instrumentalna)
4. „Like Toy Soldiers” (teledysk)